# Martine Lignières-Cassou
Pour les articles homonymes, voir Lignières et Cassou.
Martine Lignières-Cassou, née le 22 février 1952 à Alger, est une femme politique française, membre du Parti socialiste, députée de la première circonscription des Pyrénées-Atlantiques de 1997 à 2017.

## Études et famille
Née à Alger, Martine Lignières-Cassou est Béarnaise par sa mère et pied-noir par son père. Elle a fréquenté l’université de Pau et des Pays de l'Adour et est titulaire d’un DEA de géographie et d’une licence de sociologie. Cette formation lui permet d’intégrer la Direction départementale de l’équipement des Pyrénées-Atlantiques en 1975 comme géographe chargée d’études sur les questions d’urbanisme et de logement.

## L'engagement politique
L’émancipation des femmes et le tiers-mondisme conduisent Martine Lignières-Cassou à s’engager en politique. Après avoir été militante trotskyste et membre de la LCR, elle rejoint le Parti socialiste en 1975, à la suite de la campagne présidentielle de François Mitterrand. Elle milite et s’implique progressivement dans ce parti aux côtés de Jean Poperen.

## Mandats locaux
Martine Lignières-Cassou s'engage dans la vie politique paloise. En 1977, à 25 ans elle est élue conseillère municipale sur la liste d’André Labarrère, qui en fera une de ses adjointes six ans plus tard.
En 1982, elle se présente aux élections cantonales dans le canton de Pau-Est et est élue conseillère générale. Elle sera reconduite sans interruption jusqu’en 2001, date à laquelle elle décide de ne pas se représenter, ayant été élue députée quatre ans auparavant.
En 1995, réélue sur la liste conduite par André Labarrère, elle est choisie comme première adjointe à la mairie, poste qu’elle occupe jusqu’au décès de celui-ci en mai 2006. À ce titre, elle assure l'intérim des fonctions de maire jusqu'à l'élection d'Yves Urieta.
De 2000 à 2006, Martine Lignières-Cassou est également vice-présidente de la communauté d’agglomération Pau-Pyrénées, dont elle aurait suggéré la création à André Labarrère[réf. souhaitée], chargée de l’aménagement de l’espace (politique du logement, liens avec les territoires voisins). André Labarrère lui confie également pendant plusieurs années les présidences de la foire exposition de Pau et de la mission locale pour les jeunes de Pau.

## Élections municipales de 2008 et 2014
En novembre 2007, Martine Lignières-Cassou est désignée tête de liste par les militants socialistes palois pour les élections municipales de mars 2008. Elle est la seule candidate en lice, le maire sortant Yves Urieta ayant décidé de mener une liste dissidente soutenue par l’UMP, ce qui entraîne de fait son exclusion du Parti socialiste. Martine Lignières-Cassou conduit une liste d’union de la gauche qui rassemble avec le Parti socialiste les radicaux de gauche, les communistes et les Verts. Le chanteur Renaud et l'écrivain Christian Laborde soutiennent la candidate.
Martine Lignières-Cassou remporte les élections municipales en obtenant 39,76 % des suffrages exprimés au second tour le 16 mars 2008 devançant de 342 voix sur un total de plus de 36 000 le président du MoDem François Bayrou qui totalise 38,81 % des voix. Le candidat soutenu par l'UMP Yves Urieta, maire sortant (ex-PS) qui s'est maintenu au second tour, obtient quant à lui 21,42 % des suffrages. Le 21 mars, elle est élue maire de la ville par le nouveau conseil municipal et, le 9 avril suivant, elle est portée à la présidence de la Communauté d'agglomération de Pau-Pyrénées.
En 2014, elle ne se représente pas pour ces mandats, où François Bayrou lui succède à l'issue des élections municipales, en obtenant 62,95 % des suffrages, contre 37,04 % à la liste conduite par David Habib, le député-maire de Mourenx.
Martine Lignières-Cassou a également été présidente de la société béarnaise d'habitat et de la SEM Pau-Pyrénées jusqu'en 2014.

## Mandats parlementaires
Après deux décennies consacrées entièrement à la vie publique locale, Martine Lignières-Cassou est élue en 1997 avec 53 % des voix, députée de la première circonscription des Pyrénées-Atlantiques en battant le député RPR sortant Jean Gougy. Elle choisit de siéger à la commission de la Défense comme secrétaire, poste qu’elle est la première femme à occuper. Elle appartient à la majorité parlementaire PS-PC-Verts et Radicaux également appelée « gauche plurielle ».
Dans un contexte politique national difficile après la réélection de Jacques Chirac, elle est réélue députée en 2002 avec 53 % des voix, toujours face à Jean Gougy, mais se retrouve cette fois-ci dans l’opposition parlementaire. Elle choisit alors d’intégrer la commission des finances puis celle des affaires sociales.
En juin 2007, elle est reconduite pour un troisième mandat par 55 % des électeurs face au candidat UMP Bernard Layre, confirmant ainsi sa solide implantation dans une circonscription particulière, réunissant à la fois des cantons ruraux et la moitié de la ville de Pau. Elle siège désormais à la commission des affaires économiques. Au sein de cette commission elle est vice-présidente du groupe de travail « tourisme, transports, territoires » et membre du groupe de suivi du Grenelle de l'environnement.
Membre de l'Assemblée parlementaire de la Francophonie, elle est vice-présidente des groupes d'amitié parlementaires avec le Danemark et avec l'Espagne.
Par reconnaissance de son travail accompli lors de ces deux derniers mandats de parlementaire, elle a été nommée par ses pairs, à la fin du mois de juin 2007, vice-présidente du groupe socialiste à l’Assemblée nationale, chargée des transports.
Elle est membre du groupe d'études sur le problème du Tibet de Assemblée nationale.
Lors des élections législatives de juin 2012, Martine Lignières-Cassou est réélue avec 57,7 % des voix exprimées (représentant 30 % des inscrits), face à Nicolas Patriarche, le candidat UMP. Elle est membre de la Commission du Développement durable et de l'Aménagement du territoire.

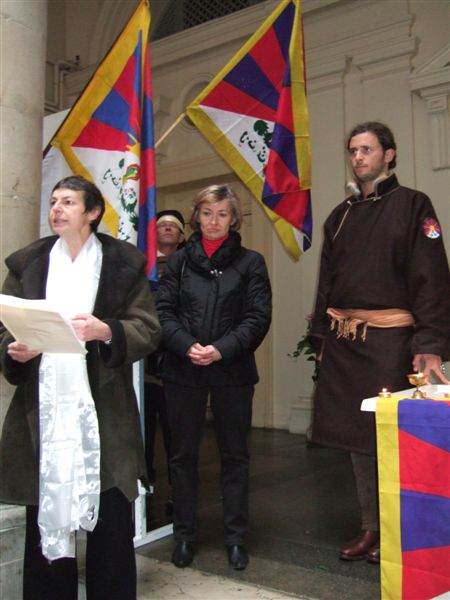
Martine Lignières-Cassou, à Pau, le 31 mars 2008.

## Fonctions au sein du Parti socialiste
Martine Lignières-Cassou s’est constamment impliquée dans la vie de sa formation politique. En 1979, à l’âge de 27 ans, elle est élue première secrétaire fédérale des Pyrénées-Atlantiques et devient ainsi la première femme à accéder à cette fonction dans ce département et ce, pendant quatre ans. Martine Lignières-Cassou a occupé le poste de secrétaire nationale du Parti socialiste chargée de la vie associative et acteurs sociaux. À ce titre, elle siège au bureau national entre 2002 et 2005, date à laquelle elle quitte cette fonction.
Martine Lignières-Cassou est aussi membre de l'Observatoire national de la parité.

## Vie privée
Elle est mariée à Jean Cassou, chef d’entreprise, et ils forment une famille recomposée avec quatre enfants.

## Prises de position

### Les femmes
L’émancipation des femmes dans les années 1970 est l’une des raisons qui ont conduit Martine Lignières-Cassou à s’engager en politique. Trois décennies plus tard, c’est encore l’un des thèmes sur lesquels elle se montre la plus active. Dès les premiers mois de son mandat de députée, elle est à l’origine de la création de la délégation parlementaire aux droits des femmes et à l’égalité des chances entre les sexes dont elle devient la première présidente en 1999.
La délégation a contribué à faire évoluer les droits des femmes sur des sujets législatifs d’actualité et de société : bioéthique, IVG et contraception, droit de la famille. Le 30 mai 2001 a été votée la loi relative à l’interruption volontaire de grossesse et à la contraception, dont Martine Lignières-Cassou a été rapporteur au nom de la commission des affaires culturelles. Des avancées importantes pour les femmes ont été obtenues : l’allongement de dix à douze semaines du délai de l’interruption volontaire de grossesse et la possibilité pour les mineures d’accéder à l’IVG sans autorisation parentale mais accompagnées d’un adulte de leur choix. La Délégation a également obtenu que l’entretien préalable ne soit plus obligatoire, sauf pour les mineures, mais systématiquement proposé. De même, la décision de recourir à l’interruption médicale de grossesse est désormais soumise à une équipe pluridisciplinaire. Enfin, la stérilisation est légalisée sous certaines conditions.

### La citoyenneté
Œuvrer pour la vitalité du « lien social » est un des leitmotivs de Martine Lignières-Cassou. Ses années de travail comme secrétaire nationale du Parti socialiste chargée de la vie associative et des acteurs sociaux l’ont convaincue de l’importance de cette nouvelle forme d’engagement citoyen[réf. souhaitée]. Une fois par mois, Martine Lignières-Cassou et André Mariette, député suppléant, organisent une soirée libre-expression en rapport avec un thème d'actualité ou un projet de loi en cours. Ces soirées ont lieu dans les communes de la circonscription, souvent dans des salles polyvalentes prêtées par les mairies. Elles sont ouvertes à tous et sont annoncées par la presse locale. Ces soirées, une centaine depuis 1997, sont l'occasion pour les habitants d'engager un débat avec Martine Lignières-Cassou mais aussi avec l'intervenant invité (conseiller auprès d'un ministre, professionnel, philosophe, député…).
En fonction des thèmes abordés, ces soirées peuvent déboucher sur la mise en place de groupes de travail, ouverts à tous, pour travailler sur un projet de loi ou proposer des amendements comme ce fut le cas pour le projet de loi relatif à la lutte contre les exclusions.

### Le développement durable
Martine Lignières-Cassou a fait partie de la mission parlementaire sur l'effet de serre qui a rendu ses conclusions en avril 2006, après avoir auditionné près de 200 personnes (scientifiques, associations, administrations…) et fait des recommandations. Durant le 1er semestre 2006, pour comprendre les enjeux du développement durable, parallèlement aux travaux de la mission parlementaire, Martine Lignières-Cassou a organisé dans sa circonscription, un cycle de débats : « Quel devenir pour notre planète ? », « Le réchauffement climatique, quels scenarii pour le futur ? », « Quelle stratégie énergétique pour le XXIe siècle ? » et « La ressource et la gestion de l’eau ».
À l’Assemblée nationale, Martine Lignières-Cassou pilote un groupe de réflexion sur les transports qui prend en compte le respect de l’environnement. Ce groupe travaille sur les propositions comme : mesurer, dès les études d’impact, l'augmentation des nuisances sur l’environnement qu’entraîneraient la réalisation de voies, mais aussi l’estimation de leurs conséquences positives (grâce au transfert de trafic engorgeant les voies actuelles, par exemple)[citation nécessaire]. « La Pau-Bordeaux et la Pau-Oloron sont à ce titre absolument nécessaires. L’intérêt local, c’est le désenclavement de notre territoire, une question majeure pour notre avenir. La nécessité de résoudre la congestion du trafic aux entrées de l’agglomération paloise est également évidente, pour des milliers de Béarnais chaque jour, mais également pour les acteurs économiques. Quant à l’amélioration de la sécurité, faut-il rappeler le dramatique bilan des accidents de la route, notamment sur la RN 134 ? Ce qui a été dit lors des réunions du Grenelle, et que je partage totalement, c’est qu’il ne faut pas multiplier les infrastructures routières, mais réfléchir à celles qui sont absolument nécessaires ».
Martine Lignières-Cassou est favorable à la réouverture d’une voie ferrée Pau-Canfranc. Selon elle, regarder vers l'Espagne est impératif pour l'ensemble du Béarn, d'autant que Saragosse construit une plateforme logistique de 1 200 hectares où convergeront autoroutes et voies ferrées. [citation nécessaire]« Dans la continuité de la ligne à grande vitesse qui arrivera de Paris, nous devons avoir une voie ferrée performante vers l'Espagne, traversant les Pyrénées. C’est une évidence. »

### L'Europe
Martine Lignières-Cassou s’inscrit dans la tradition europhile du PS. Elle a défendu le oui lors des référendums relatifs au traité de Maastricht en 1992 et au traité constitutionnel européen en 2005. Favorable à un nouveau vote des Français sur le traité de Lisbonne, elle vote ainsi à l'Assemblée contre la modification de la Constitution, préalable nécessaire à l'adoption du traité, mais vote ensuite pour la ratification du traité dont elle souhaite l'adoption. Élue d’une circonscription située à moins de 100 kilomètres de l’Espagne, la coopération transfrontalière est pour elle un grand cheval de bataille.
À ce titre, elle soutient fermement la construction de la ligne grande vitesse Bordeaux-Espagne, se positionnant en faveur du scénario 3 bis passant par l’Est du département des Landes : « cette solution renforce l’unité du grand Sud-Ouest et plus particulièrement celle du Piémont pyrénéen ; elle place Pau à 50 minutes de Bordeaux, à 2h55 de Paris et elle nous rapproche un peu plus de nos voisins espagnols ». Pour elle, coopération transfrontalière et développement local vont de pair et empêcher Pau et le piémont pyrénéen de « demeurer au centre d’un mouvement centrifuge entre Bordeaux et Toulouse ».

### Ségolène Royal
Martine Lignières-Cassou a été l’une des premières députées à apporter son soutien à Ségolène Royal en 2006 lors de la désignation interne au Parti du candidat à l’élection présidentielle. Elle était présidente de son comité de soutien dans les Pyrénées-Atlantiques. Elle adhérait au discours de Ségolène Royal sur les institutions, les pratiques politiques et la nécessité d’associer les citoyens aux processus de décision.

## Synthèse des fonctions politiques
- de 1982 à 2001 : conseillère générale des Pyrénées-Atlantiques
- de 1983 à 1995 : adjointe au maire de Pau
- de 1995 à 2006 : première adjointe au maire de Pau
- fin mai 2006 : maire par intérim de Pau après le décès d'André Labarrère
- de 1997 à 2017 : députée des Pyrénées-Atlantiques
- de 2006 à 2008 : conseillère municipale de Pau
- de 2008 à 2014: maire de Pau
- de 2008 à 2014 : présidente de la communauté d'agglomération de Pau-Pyrénées